# Filip Nola
Filip Nola (Zagreb, 29. prosinca 1967.) je hrvatski kazališni, televizijski i filmski glumac.

## Filmografija

### Televizijske uloge
- "Larin izbor" kao Dalibor (2012.)
- "Pod sretnom zvijezdom" kao istražitelj Schwartz (2011.)
- "Najbolje godine" kao Spock (2010.)
- "Zakon!" kao Marko (2009.)
- "Mamutica" kao Vedran Milić (2009.)
- "Bračne vode" kao Štefek (2009.)
- "Hitna 94" kao Alen (2008.)
- "Ne daj se, Nina" kao Saša Čeganjac (2007. – 2008.)
- "Operacija Kajman" kao Dudak (2007.)
- "Naša mala klinika" kao Bogo Moljka (2006. – 2007.)

### Filmske uloge
- "Pravo čudo" kao Nikola (2007.)
- "Ne pitaj kako!" kao Perić (2006.)
- "Snivaj, zlato moje" kao Hans (2005.)
- "Konjanik" kao Martin (2003.)
- "Iza neprijateljskih linija" kao srpski vojnik (2001.)
- "Sami" (2001.)
- "Nebo, sateliti" kao Jakov Ribar (2000.)
- "Je li jasno, prijatelju?" kao Dragan (2000.)
- "Četverored" kao Tajanstveni (1999.)
- "Transatlantic" (1998.)
- "Kuća duhova" kao doktor (1998.)
- "Kvartet" (1997.)
- "Rusko meso" (1997.)
- "Mrtva točka" (1995.)
- "Noć za slušanje" kao DJ (1995.)
- "Svaki put kad se rastajemo" kao Stjepan Surina (1994.)
- "Dok nitko ne gleda" (1993.)
- "Mor" (1992.)
- "Fatal Sky" kao pilot (1990.)

## Vanjske poveznice
- Filip Nola u internetskoj bazi filmova IMDb-u (engl.)
- Stranica na Zekaem.hr